# Naperville
Naperville är en stad i den amerikanska delstaten Illinois med en yta av 92,0 km² och en befolkning, som uppgår till cirka 137 000 invånare (2003). Cirka 3 procent av befolkningen i staden är afroamerikaner. Medianinkomsten för en familj är cirka 700 000 SEK/år. Av befolkningen lever cirka 2 procent under fattigdomsgränsen. Staden anses vara en av Chicagos mest eftertraktade förorter.
Staden är belägen i den nordvästra delen av delstaten cirka 65 km söder om gränsen till Wisconsin och cirka 50 km väster om Chicago och cirka 270 km norr om huvudstaden Springfield.